# 신정식 (시인)
신정식(1938년 ~ 1995년)은 대구에서 출생하여 대전지역에서 주로 활동을 한 시인이다. 그는 1957년부터 대전에 정착해 '호서문학' 회원으로 문학 활동을 시작하였다. 1973년 '현대시학'을 통해 문단에 들어갔으며 '강', '빛이 있으라 하니', '변신' 등의 시집을 출간하였다. 한국문인협회 충남지부장, 호서문확회 회장을 역임하였다. 대전시 동구 상소동 시민휴식 공원에 시비가 건립되었다.